# 花城广场
23°7′34.4″N 113°19′9.3″E / 23.126222°N 113.319250°E

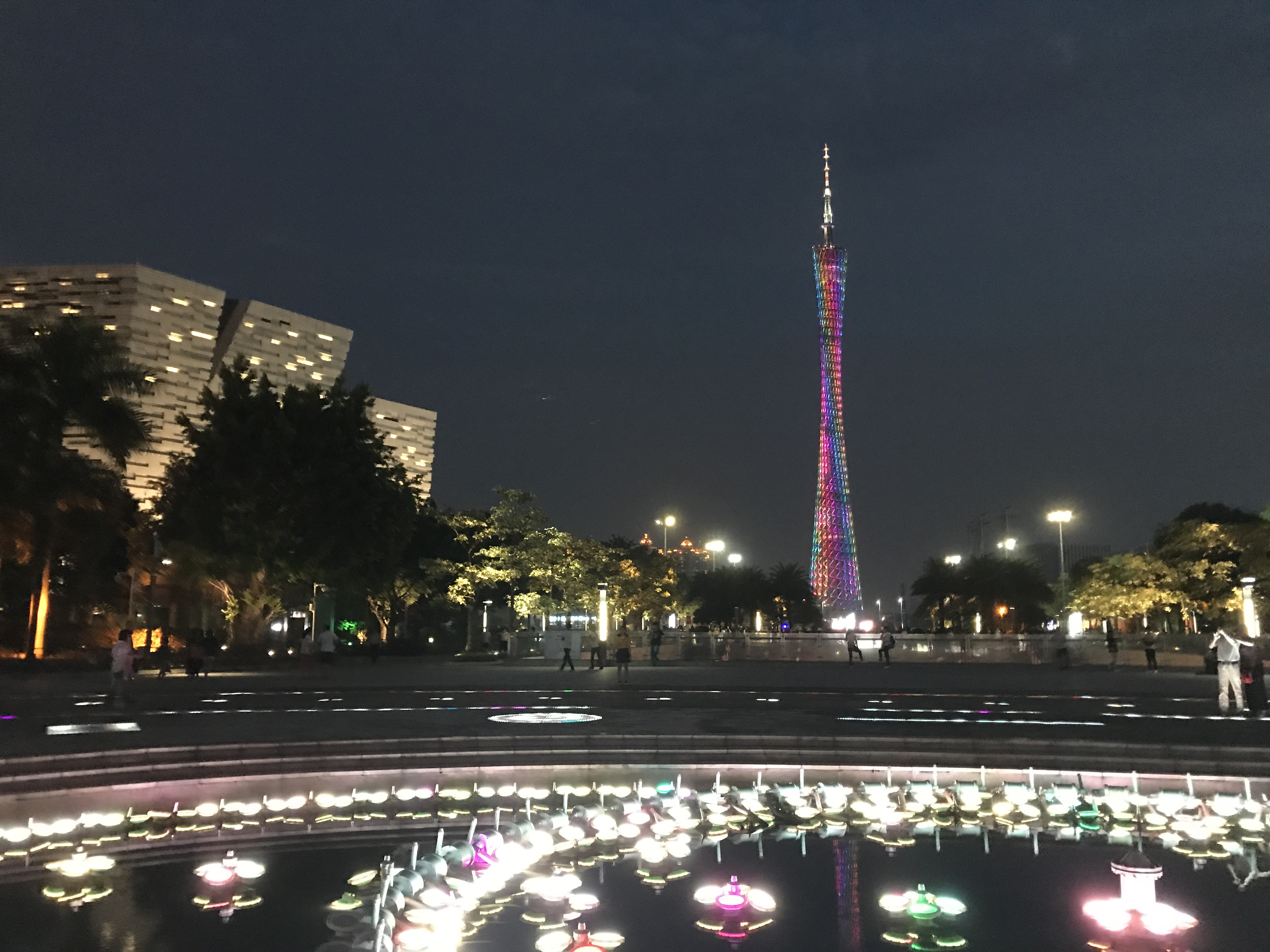
从花城广场望广州塔夜景

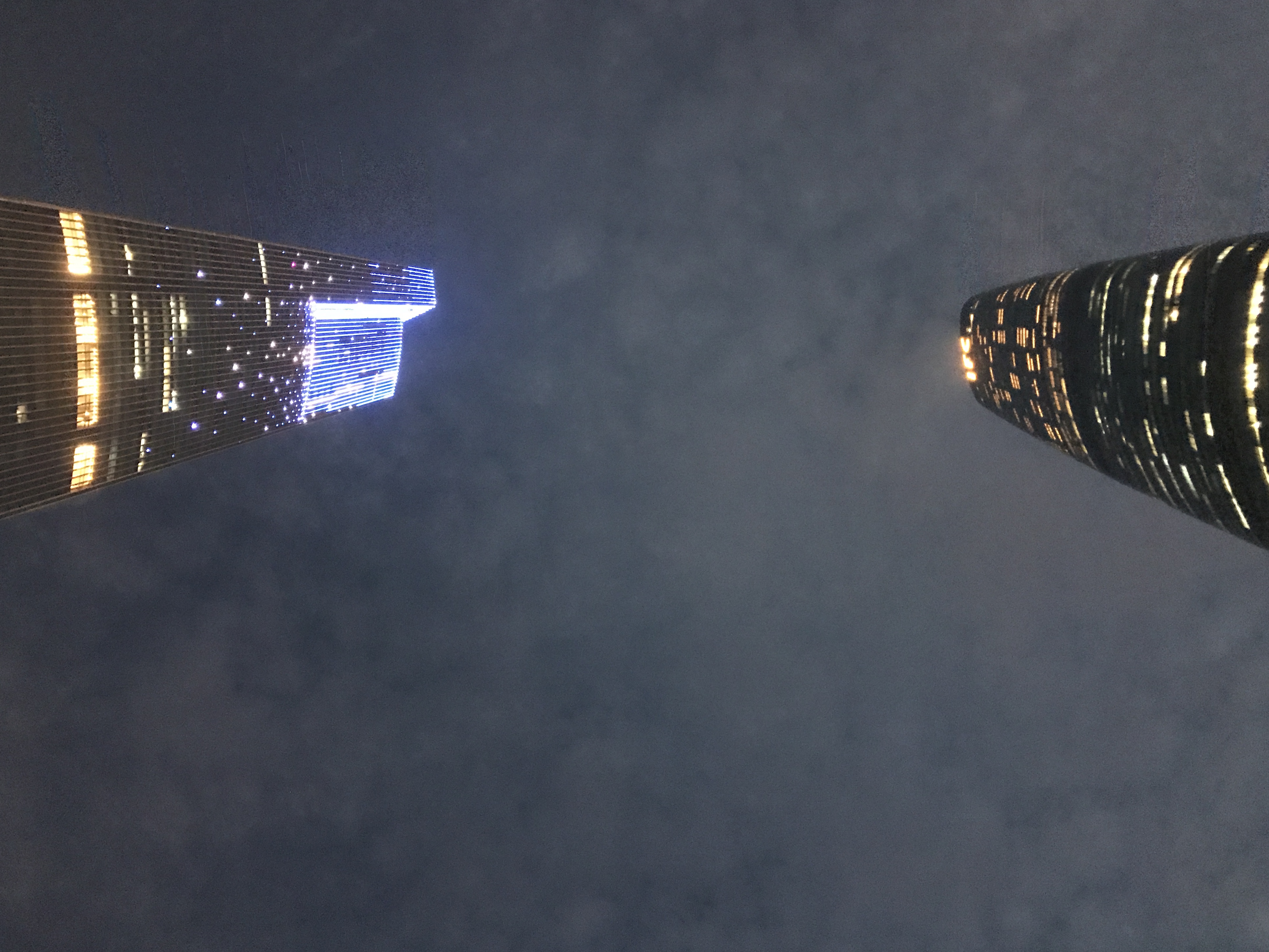
从花城广场望广州东塔与广州西塔夜景

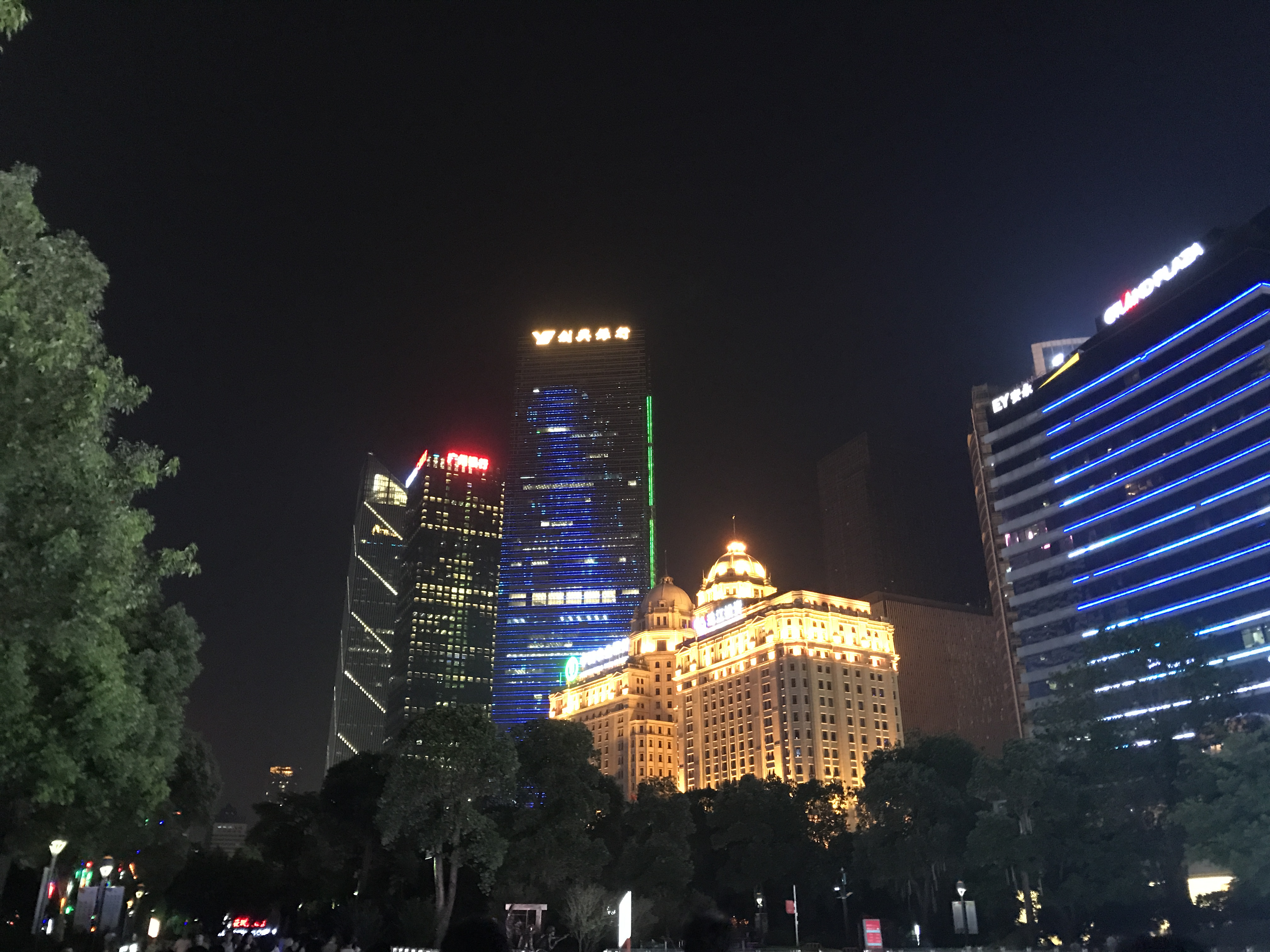
从花城广场望越秀金融大厦、广州银行大厦与利通广场夜景

花城广场是中國廣東省广州市中轴线上的大型广场，由廣州市政府牽頭的廣州城投斥資開發營運，被當局称为广州的新城市客厅。它位于珠江新城西侧，北接黄埔大道，南邻海心沙，占地面积56公顷。广州大剧院、广东省博物馆和广州图书馆均在广场附近。广场于2010年10月亚运会前夕正式向公众开放，自2011年起，广州国际灯光节每年11月都会在这里举办。
地下为花城汇地下商场和珠江新城旅客自动输送系统走线，商场与周边商厦（包括廣州周大福金融中心、广州国际金融中心、广州高德置地广场等）设有地下通道联通。